# Gromada otwarta
Gromada otwarta – grupa nawet do kilku tysięcy luźno połączonych grawitacją gwiazd (w odróżnieniu od gromad kulistych, które są ciasno skupione), powstałych z jednego olbrzymiego obłoku molekularnego. Gromady otwarte znajdują się wyłącznie w galaktykach spiralnych i nieregularnych, gdzie wciąż odbywa się proces powstawania gwiazd. Zwykle ich wiek nie przekracza kilkuset milionów lat. Podczas swojej wędrówki wokół centrum galaktyki, gromady otwarte są narażone na bliski kontakt z innymi gromadami czy obłokami gazu – mogą wtedy widocznie zmieniać kształt lub nawet wytracać poszczególne gwiazdy.
Młode gromady otwarte wciąż mogą leżeć wewnątrz obłoków, z których powstały, rozświetlając je. Z biegiem czasu wiatr gwiazdowy gromady wywiewa ten gaz. Zwykle tylko z około 10% całkowitej masy obłoku powstaną gwiazdy, zanim ciśnienie promieniowania wypchnie resztę w przestrzeń rozpraszając obłok.
Gromady otwarte są bardzo ważnymi obiektami w badaniach ewolucji gwiazd. Ponieważ gwiazdy w gromadzie mają podobny wiek i skład chemiczny, efekty subtelnych czynników są znacznie lepiej dostrzegane niż w przypadku odizolowanych gwiazd.

## Historia obserwacji

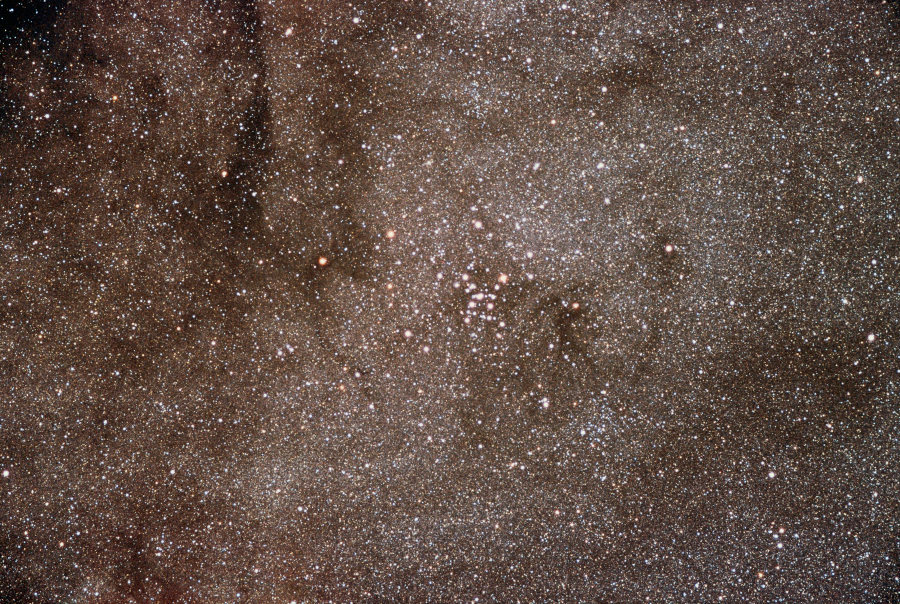
Gromada Ptolemeusza, znana w starożytności

Najbardziej widoczne gromady otwarte, takie jak Plejady, rozpoznano jako grupy gwiazd już w starożytności. Inne, widziane jako źródła rozmytego światła, czekały na odkrycie ich gwiazdowej natury aż do wynalezienia teleskopów. Obserwacje teleskopowe ujawniły dwa różne typy gromad gwiazd – jeden z nich to gromady zawierające setki tysięcy gwiazd, o regularnej kulistej koncentracji, znajdujące się głównie wokół centrum Drogi Mlecznej; drugi to gromady znacznie mniej bogate w gwiazdy, o bardziej nieregularnych kształtach, rozsiane po całym niebie. Te pierwsze astronomowie ochrzcili gromadami kulistymi, te drugie – otwartymi (nazywane też czasem gromadami galaktycznymi).
Już bardzo wcześnie zauważono, że gwiazdy w gromadach otwartych są fizycznie powiązane. W 1767 roku John Michell obliczył prawdopodobieństwo tego, że choćby jedna gromada gwiazd podobna do Plejad jest wynikiem przypadku na 1 do 496 tysięcy. Gdy astrometria stała się dokładniejsza, zauważono, że gwiazdy wewnątrz gromady poruszają się tym samym ruchem własnym. Wraz z rozpowszechnieniem spektroskopii odkryto natomiast, że mają również tę samą prędkość radialną. Te obserwacje wykazały, że gromady składają się z gwiazd uformowanych w tym samym czasie i związanych w grupę.
Gromady otwarte i kuliste są generalnie łatwo rozróżnialnymi typami ciał niebieskich. Gdy jednak gromada kulista jest słabiej skoncentrowana lub gromada otwarta wyjątkowo bogata, wtedy trudniej jest je odróżnić. Niektórzy astronomowie twierdzą, że oba typy gromad gwiazd powstają w ten sam sposób, z tą tylko różnicą, że warunki sprzyjające powstawaniu niezwykle bogatych gromad kulistych, zawierających setki tysięcy gwiazd, już nie zachodzą w naszej Galaktyce. Obecnie (sierpień 2011) w Drodze Mlecznej znamy około 2500 gromad otwartych, choć astronomowie szacują, że może ich być nawet 30 000, wciąż ukrywających się za gazem i pyłem.

## Powstawanie

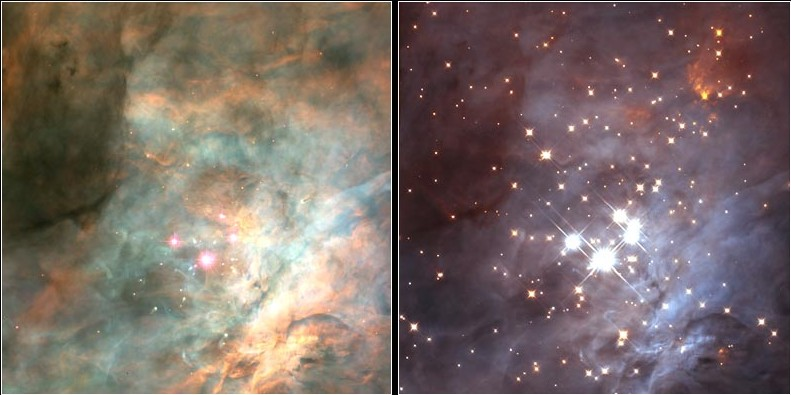
Obserwacje w podczerwieni ukazują powstającą gęstą gromadę otwartą Trapez w centrum Mgławicy Oriona

Wszystkie gwiazdy powstają w układach wielokrotnych, ponieważ tylko obłok gazu o masie wielokrotnie większej niż masa Słońca jest w stanie zapaść się pod wpływem własnej grawitacji. Jednocześnie, tak duży obłok generalnie nie może się zapaść w pojedynczą gwiazdę.
Powstanie gromady otwartej rozpoczyna się przez zapadanie ogromnego, zimnego, gęstego obłoku molekularnego (lub jego części), zawierającego sumaryczną masę do tysięcy mas Słońca. Wiele czynników wpływa na zapoczątkowanie zapadania i przez to formowanie się gwiazd – na przykład fale uderzeniowe z wybuchających w pobliżu supernowych lub gwałtowne oddziaływania grawitacyjne. Zapadający się obłok nie jest jednorodny – dzieli się stopniowo na mniejsze, gęstsze obszary, a ostatecznie z najgęstszych skupisk może powstać do kilku tysięcy gwiazd. Oszacowano, że w naszej galaktyce gromady otwarte formują się w tempie jedna na kilka tysięcy lat.
Gdy już rozpocznie się formowanie gwiazd, największe i najgorętsze z nich (znane jako gwiazdy typu OB) zaczną emitować spore ilości promieniowania ultrafioletowego, które szybko jonizuje otaczający gaz obłoku molekularnego tworząc ostatecznie obszar H II. Silny wiatr gwiazdowy i ciśnienie promieniowania pochodzące od największych gwiazd zacznie wywiewać obłok. Kilka milionów lat później w gromadzie pojawi się pierwsza supernowa – jej wybuch wypchnie kolejne porcje gazu w przestrzeń. Po kilkunastu, kilkudziesięciu milionach lat w gromadzie nie będzie już w ogóle gazu (oprócz tego w gwiazdach) i proces powstawania nowych gwiazd się zakończy. Zwykle z nie więcej niż 10% całkowitej masy obłoku uformowane zostaną gwiazdy, zanim reszta gazu się rozproszy.
Często zdarza się, że z jednego obłoku molekularnego powstaje nie jedna a kilka gromad otwartych. Na przykład Hodge 301 oraz R136 tworzą się z gazów Mgławicy Tarantula w Wielkim Obłoku Magellana. Również w naszej galaktyce znamy takie przypadki. Ruch Hiad oraz gromady Messier 44 sugeruje, że powstały one w tym samym obłoku około 600 milionów lat temu.
Niekiedy zachodzi ciekawa sytuacja, gdy dwie gromady narodzone w tym samym czasie zwiążą się siłami grawitacji by stworzyć układ podwójny gromad. Najlepszym znanym tego przykładem jest Podwójna gromada Perseusza
(h i χ Persei), ale znanych jest jeszcze co najmniej 10 innych struktur tego typu. Znacznie więcej gromad podwójnych obserwujemy w Małym i Wielkim Obłoku Magellana – są łatwiejsze do zauważenia i rozpoznania w galaktykach innych niż nasza, gdyż efekt rzutowania może sprawiać wrażenie bliskości niepowiązanych gromad.

## Morfologia i klasyfikacja
Gromady otwarte znacznie różnią się między sobą liczbą składników – najmniejsze zawierają jedynie kilka gwiazd, podczas gdy największe mogą być ogromnymi skupiskami tysięcy gwiazd. Gęste centrum typowej gromady otwartej zwykle otacza bardziej rozproszona korona gwiazd. Jądro rozciąga się średnio na 3–4 lata świetlne, a cała gromada do około 20 lat świetlnych od niego. Gęstość centralnego obszaru gromad otwartych to typowo 1,5 gwiazdy na rok świetlny sześcienny (dla porównania, ta sama przestrzeń ze Słońcem w centrum ma gęstość 0,003 gwiazdy).
Gromady otwarte są często klasyfikowane według reguł podanych w 1930 przez Roberta Trumplera. Schemat ten opisuje trzy cechy gromady: rzymskie liczby od I do IV charakteryzują stopień skoncentrowania lub rozproszenia gromady (od bardzo gęstego do luźnego), arabskie od 1 do 3 opisują zakres jasności składników (od małego zróżnicowania do dużego), oraz litera p, m albo r oznaczają liczbę gwiazd w gromadzie, od niewielkiej (ang. poor), przez średnią (medium) do dużej (rich). Opcjonalnie, jeśli gromada zawiera mgławicę, dopisuje się na końcu literę n (ang. nebulosity).
W schemacie Trumplera, Plejady sklasyfikowane są jako I,3,r,n (mocno skoncentrowane, bogate, zawierające mgławicę), natomiast leżące w pobliżu Hiady jako II,3,m (luźniejsze, z mniejszą liczbą gwiazd).

## Rozmieszczenie

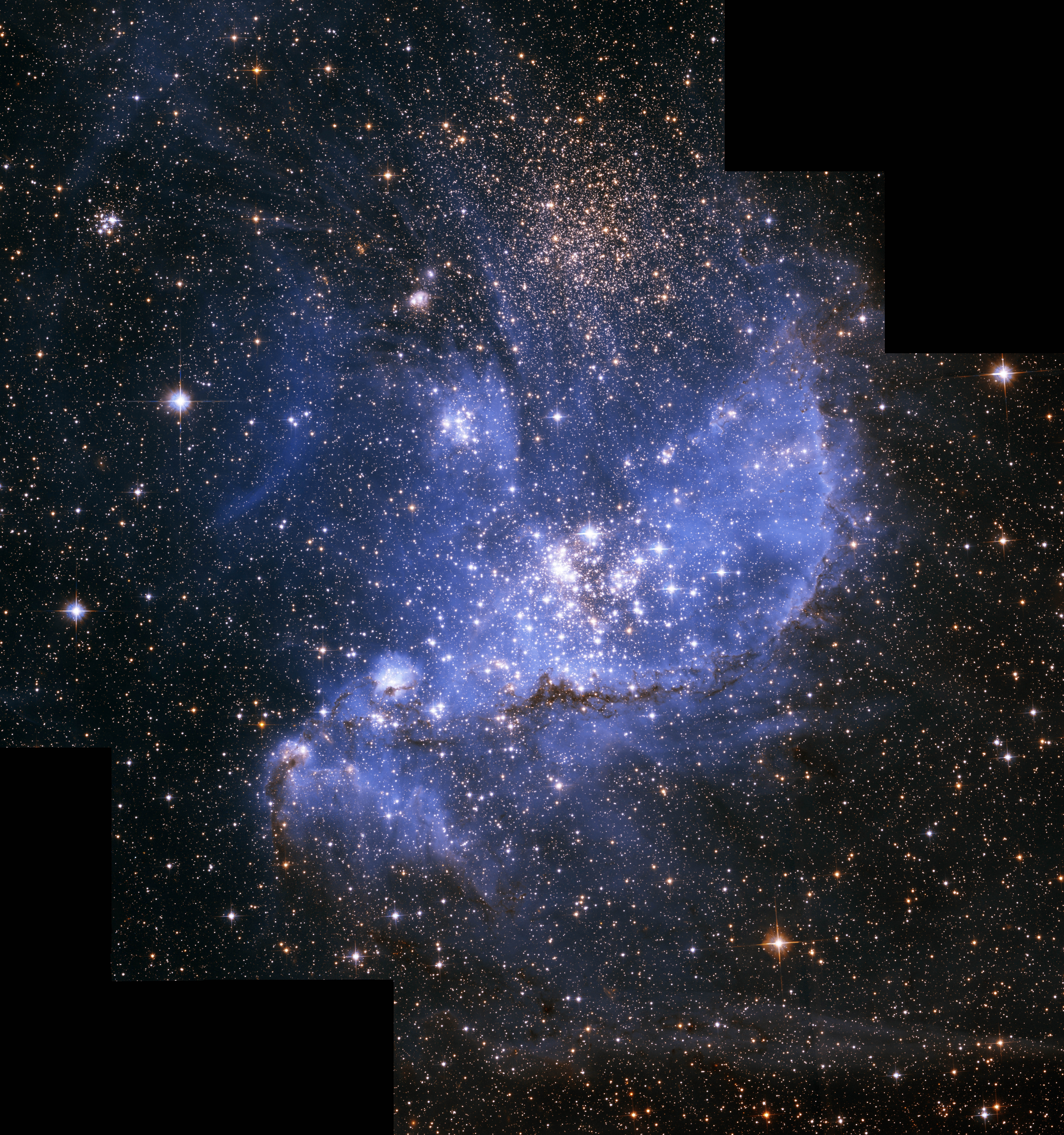
NGC 346, gromada otwarta w Małym Obłoku Magellana

W Drodze Mlecznej znanych jest ponad tysiąc gromad otwartych, ale całkowita ich liczba może być nawet 10 razy większa. W galaktykach spiralnych gromady otwarte znajdujemy wyłącznie na ramionach spiralnych, gdzie gęstość gazu jest największa i gdzie procesy gwiazdotwórcze są najaktywniejsze. Gromady zwykle umierają, zanim zdążą zejść z ramion. Są one rozmieszczone głównie w płaszczyźnie dysku galaktycznego, nie dalej niż 90 lat świetlnych od niego.
W galaktykach nieregularnych gromady otwarte są porozmieszczane dowolnie, jednak ich największe skupiska występują tam, gdzie gwiazdotworzenie może zachodzić najgwałtowniej, czyli w obszarach o największej gęstości gazu. W galaktykach eliptycznych nie obserwujemy gromad otwartych – procesy gwiazdotwórcze zakończyły się w nich miliony lat temu, nie ma więc możliwości powstania nowych gromad, a stare zdążyły umrzeć.
W naszej galaktyce, rozmieszczenie gromad zależy od wieku, przy czym starsze gromady częściej znajdują się w większych odległościach od centrum galaktyki. Siły pływowe są tym większe, im bliżej jądra galaktyki zwiększając zagrożenie rozpadu gromad. Gromady znajdujące się w wewnętrznych częściach galaktyki mają tendencję do umierania w młodszym wieku niż te, które narodziły się w znacznych odległościach od centrum galaktyki.

## Skład

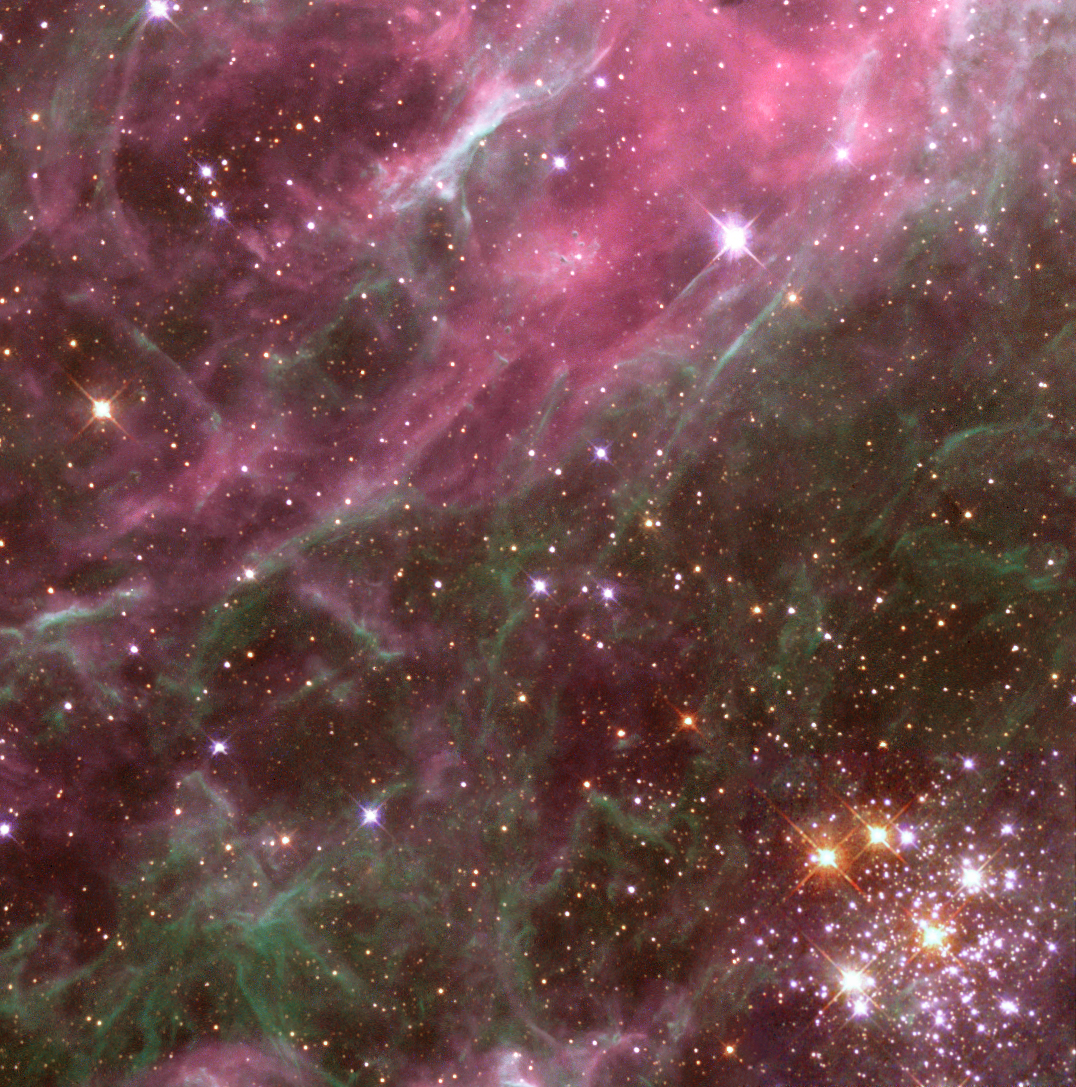
Gromada gwiazd w prawym dolnym rogu rozjaśnia Mgławicę Tarantula w Wielkim Obłoku Magellana

Zwykle gromady otwarte rozpraszają się, zanim poszczególne gwiazdy gromady umrą. Dlatego ich światło jest raczej zdominowane przez młode, gorące, błękitne gwiazdy – najbardziej masywne i najkrócej żyjące (kilkadziesiąt milionów lat). W starszych gromadach częściej obserwuje się żółte gwiazdy.
Niektóre gromady otwarte zawierają gorące niebieskie gwiazdy, które wydają się znacznie młodsze od reszty gromady. Nazywa się je błękitnymi maruderami. Są one obserwowane również w gromadach kulistych, głównie w ich gęstych jądrach. Naukowcy sugerują, że powstają one podczas kolizji innych gwiazd tworząc znacznie gorętszą, dużo masywniejszą gwiazdę. Jednak w gromadach otwartych, w których gwiazd jest znacznie mniej i są one luźniej ułożone, ta teoria nie może tłumaczyć ich sporej liczby. Zamiast niej sugeruje się, że większość błękitnych maruderów powstaje przez łączenie się układów podwójnych podczas ich dynamicznych wzajemnych oddziaływań z innymi gwiazdami.
Gwiazdy o małych i średnich masach, gdy spalą całe zasoby wodoru, odrzucają swoje zewnętrzne warstwy tworząc mgławice planetarne, a same zmieniają się w białe karły. Mimo że gromada zwykle rozprasza się, zanim większość jej gwiazd osiąga stadium karła, ich obserwowana liczba jest znacznie mniejsza niż oczekiwana, oszacowana na podstawie wieku gromady i początkowej masy. Sugeruje się, że gdy czerwony olbrzym zużywa całe swoje paliwo, wyrzuca zewnętrzne warstwy nierównomiernie na powierzchni (w różnym tempie i różnych ilościach), zatem pojawia się dodatkowy, niezrównoważony pęd nadający gwieździe prędkość rzędu kilku kilometrów na sekundę. Może to spowodować jej ucieczkę z gromady. Stąd mniejsza od oczekiwanej liczba białych karłów w gromadach otwartych.

## Ostateczny los

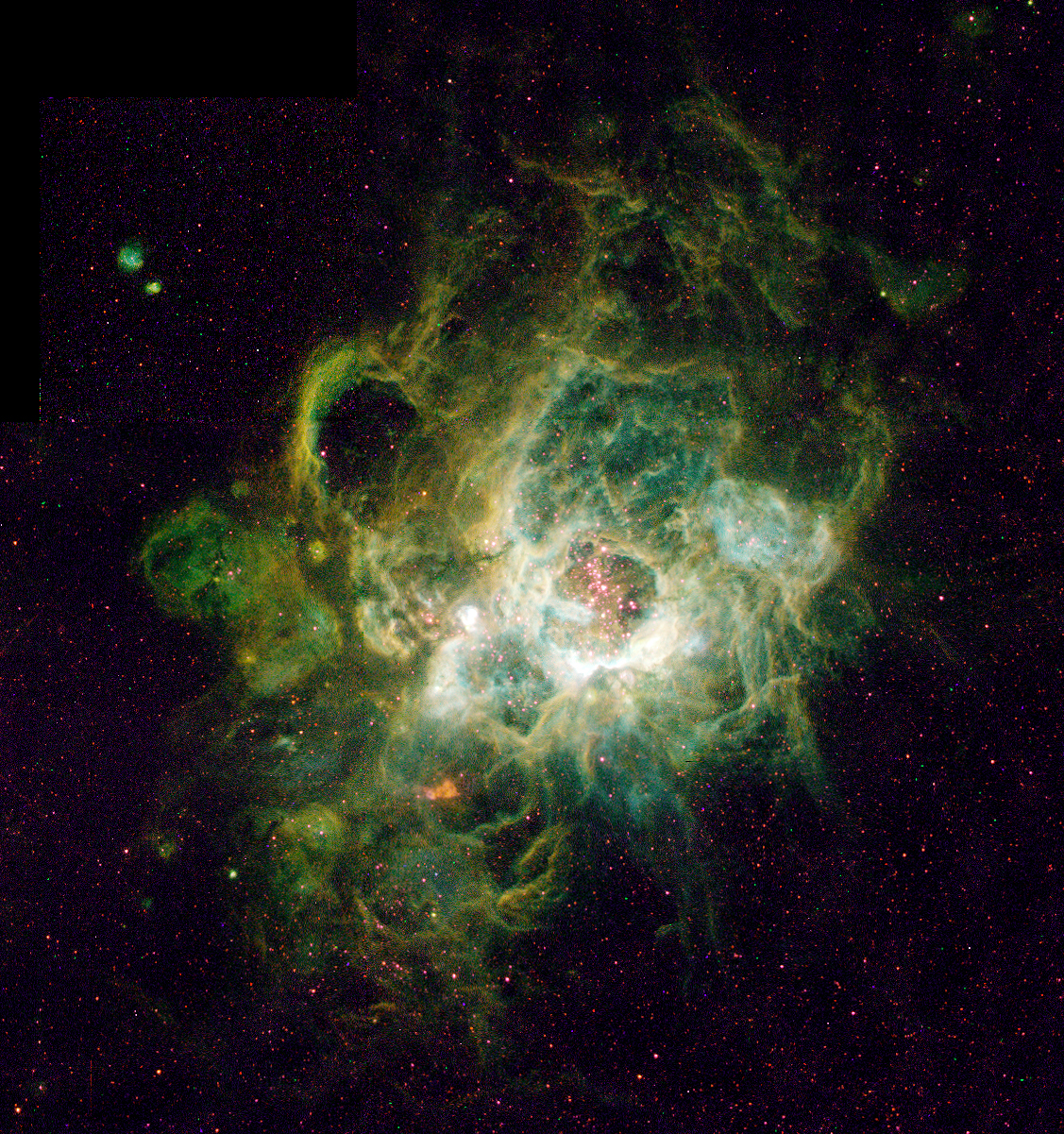
NGC 604 w Galaktyce Trójkąta jest dużą gromadą otwartą otoczoną obszarem H II

Wiele gromad otwartych jest nietrwałych z powodu na tyle małej masy, że prędkość ucieczki układu jest mniejsza niż średnia prędkość pojedynczych gwiazd. Takie gromady rozrzedzą się i szybko znikną w ciągu kilku milionów lat. W wielu przypadkach wywiewanie gazu ciśnieniem promieniowania młodych gorących gwiazd redukuje masę gromady wystarczająco do takiego błyskawicznego rozpraszania.
Gromady, które są na tyle masywne, że wiążą je mocne oddziaływania grawitacyjne, mogą po wypchnięciu otaczającego obłoku molekularnego przeżyć dziesiątki milionów lat. Jednak z upływem czasu zachodzące wewnętrzne i zewnętrzne procesy bardziej sprzyjają rozproszeniu gromady niż umacnianiu więzi. Bliskie oddziaływania pomiędzy poszczególnymi członkami układu często powodują wzrost prędkości jednego z nich do wartości wystarczającej do ucieczki. Skutkuje to stopniowym opuszczaniem gromady przez kolejne gwiazdy.
Zewnętrznie, najczęstszą okolicznością jest spotkanie gromady z przypadkowymi gwiazdami. Takie wypadki zatrzymują lub wypychają z układu pojedyncze gwiazdy. Najważniejszym czynnikiem jest jednak przejście gromady przez inny obłok molekularny, zachodzące raz na około 500 milionów lat. Grawitacyjne siły pływowe powstające w takich zdarzeniach zwykle rozpraszają cały układ. Czasem gromada zmienia się w łańcuch gwiazd. Chociaż poszczególne gwiazdy poruszają się wtedy wciąż z podobną prędkością i w tym samym kierunku, nie można go już jednak traktować jak gromady, gdyż odległości pomiędzy gwiazdami zwykle są zbyt duże. Czas, po jakim gromada się rozprasza, zależy od jej masy i początkowej gęstości gwiazdowej (bardziej skoncentrowane gromady żyją dłużej). Oszacowanie wartości tzw. okresu półtrwania  (inaczej: czasu połowicznego rozpadu, ang. half life), po którym gromada traci połowę gwiazd, zawiera się pomiędzy 150 a 800 milionami lat w zależności od początkowej gęstości.
Gdy gromada przestaje być związana grawitacyjnie, wiele z jej gwiazd składowych wciąż porusza się w przestrzeni na podobnych trajektoriach – taki układ nazywa się asocjacją gwiazdową. Kilka z najjaśniejszych gwiazd gwiazdozbioru Wielkiej Niedźwiedzicy, które niegdyś tworzyły gromadę otwartą, w tej chwili tworzą właśnie taką poruszającą się grupę, Asocjację Wielkiej Niedźwiedzicy. Ostatecznie, minimalne różnice prędkości tych gwiazd sprawią, że asocjacja się rozpadnie i gwiazdy rozejdą się w przestrzeni na spore odległości. Taka grupa gwiazd (o podobnym wieku, prędkościach i składzie chemicznym) nazywa się strumieniem.

## Studiowanie ewolucji gwiazd

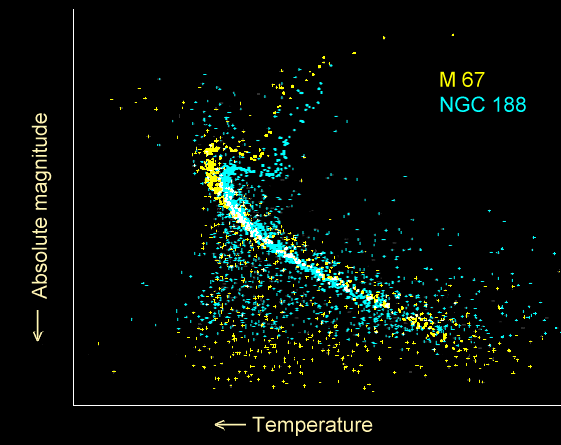
Diagram Hertzsprunga-Russella dla dwóch gromad otwartych. NGC 188 jest starsza i jej wykres wygina się niżej w ciągu głównym niż wykres młodszej M67

Na diagramie Hertzsprunga-Russella dla gromady otwartej większość gwiazd leży na ciągu głównym. Najbardziej masywne gwiazdy schodzą z ciągu głównego ewoluując w stronę czerwonych olbrzymów. Miejsce na wykresie, gdzie takie gwiazdy zaczynają schodzić z ciągu głównego, zależy od wieku gromady i może zostać użyte do jego oszacowania.
Jako że wszystkie gwiazdy w gromadach otwartych znajdują się w niemal identycznej odległości od Ziemi, powstały w podobnym czasie i mają ten sam skład chemiczny, różnice pomiędzy ich obserwowanymi jasnościami wynikają tylko z różnic w ich masach. To sprawia, że gromady otwarte są niezastąpionymi źródłami wiedzy na temat ewolucji gwiazd, ponieważ można pominąć wiele z tych czynników, które zwykle w takich badaniach bierze się pod uwagę.
Studiowanie zasobów litu i berylu w gromadach otwartych również może przynieść istotne wnioski na temat ewolucji gwiazd i ich wewnętrznej struktury. Podczas gdy wodór w jądrze gwiazdy nie spali się do helu, jeśli temperatura będzie niższa niż 10 milionów K, lit i beryl zapalają się już w temperaturach odpowiednio: 2,5 i 3,5 milionów K. To znaczy, że ich obfitość zależy mocno od mieszania następującego we wnętrzu gwiazdy. Zatem studiując ich zasoby w gwiazdach gromad otwartych, możemy całkowicie pominąć zmienne takie jak wiek i skład chemiczny.
Badanie obfitości tych składników pokazały, że jest ich znacznie mniej niż przewidują modele ewolucji gwiazd. Przyczyna tego niedostatku nie jest do końca jasna, ale jedną z możliwości jest konwekcyjne przenoszenie tych zasobów w miejsca, gdzie promieniowanie jest główną metodą transportu energii.

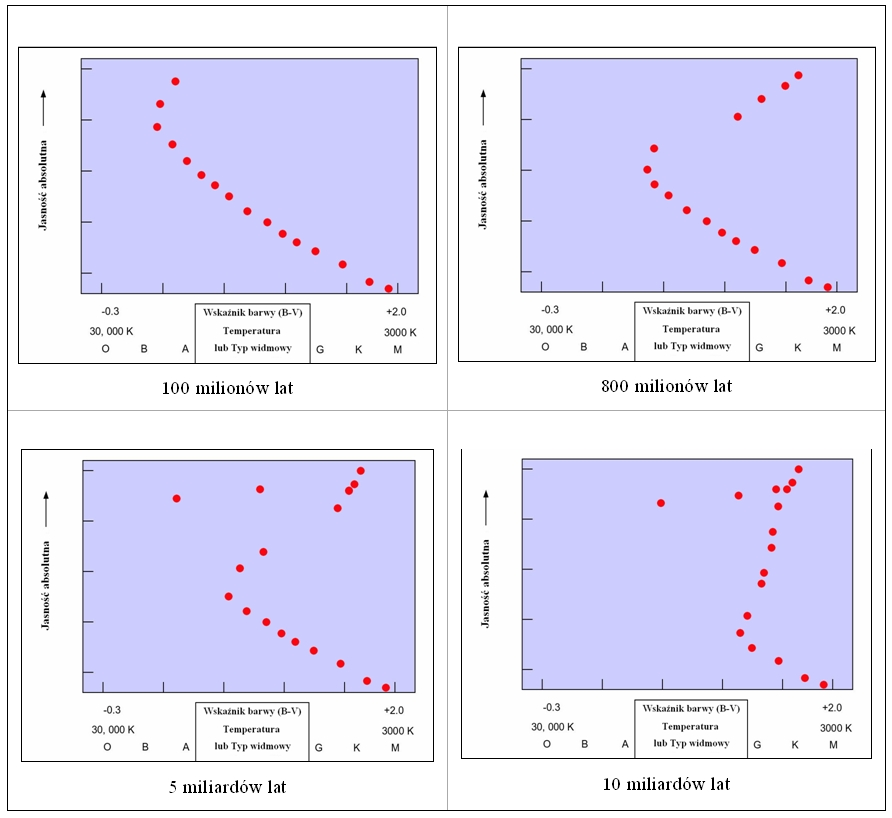
Diagramy H-R dla gromad w różnym wieku [ftp://io.cc.gettysburg.edu/pub/clea_products/manuals/HRdiag_sm.doc

## Gromady otwarte i astronomiczna skala odległości

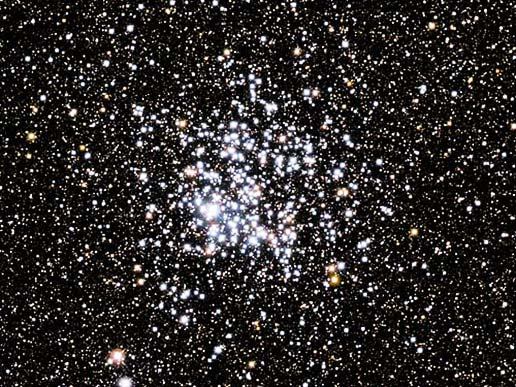
M11, Gromada Dzika Kaczka jest bardzo bogatą gromadą położoną w kierunku centrum Drogi Mlecznej

Dla zrozumienia natury obiektów astronomicznych kluczowym jest wyznaczenie odległości do nich. Większość ciał niebieskich znajduje się jednak zbyt daleko, by tę odległość wyznaczyć bezpośrednio. Kalibracja skali odległości we Wszechświecie jest wynikiem łączenia serii pośrednich i często mało dokładnych pomiarów wiążących obiekty najbliższe (do których odległość da się zmierzyć bezpośrednio) z coraz dalszymi. Istotnym etapem tej metody są właśnie gromady otwarte.
Odległości do najbliższych gromad otwartych mogą być wyznaczone z wysoką dokładnością przy użyciu dwóch metod.
Pierwszą z nich jest metoda paralaksy, czyli określania odległości do gwiazdy w gromadzie na podstawie niewielkiej zmiany jej pozornej pozycji na sferze niebieskiej wywołanej rocznym ruchem Ziemi dokoła Słońca. Metodę tę daje się stosować dla gromad w odległości do około 500 lat świetlnych, czyli Hiad, Plejad i kilku innych gromad. Szczególnie dużą dokładność mają pomiary paralaksy przy użyciu satelity Hipparcos.
Inna bezpośrednia metoda, specyficzna dla gromad otwartych, to metoda ruchu własnego. Opiera się ona na założeniu, że wszystkie gwiazdy w gromadzie mają niemal identyczny wektor prędkości względem Słońca. Jeżeli do tego rozmiar gromady jest porównywalny z jej odległością od Słońca, a przy tym możemy zaobserwować ruch własny poszczególnych gwiazd z gromady oraz ich prędkości radialne, to odległość do gromady daje się dokładnie wyznaczyć z prostej trygonometrii. Metoda ruchów własnych zastosowana do Hiad pozwoliła na określenie odległości do środka gromady na 46,3 parseków.
Znajomość odległości do bliskich gromad pozwala na rozszerzenie skali odległości do gromad bardziej odległych. Jest to możliwe dzięki wykorzystaniu statystycznych zależności między barwą a absolutną jasnością gwiazd (diagram Hertzsprunga-Russella). W ten sposób określane są odległości do gromad otwartych znajdujących się nawet na krańcach naszej Galaktyki (najdalsza znana gromada w Drodze Mlecznej to Berkeley 29 odległa o 15 kiloparseków), a także w innych, pobliskich galaktykach, zwłaszcza należących do Lokalnej Grupy Galaktyk.
Dokładna znajomość  odległości do gromad otwartych jest kluczowa dla kalibracji zależności okres-jasność dla gwiazd zmiennych, takich jak cefeidy lub gwiazdy RR Lyrae. Gwiazdy te służą do wyznaczania odległości do odleglejszych galaktyk metodą świec standardowych.